# Ptereleotris hanae
Ptereleotris hanae är en fiskart som först beskrevs av Jordan och Snyder, 1901.  Ptereleotris hanae ingår i släktet Ptereleotris och familjen Ptereleotridae. Inga underarter finns listade i Catalogue of Life.